# 罗伯特·弗洛伊德
罗伯特·W·弗洛伊德（英語：Robert W. Floyd，1936年6月8日—2001年9月25日），美国计算机科学家，1978年图灵奖得主。

## 生平
弗洛伊德出生在美国纽约，14岁即完成高中学业，当他1953年从芝加哥大学获得文学学士学位时，年仅17岁，并于1958年在物理学获得了第二个学士学位。
他在1960年代早期成为计算机操作员，并发表了许多出名的论文，并当他27岁时，被任命为卡内基梅隆大学的副教授，并于6年后成为斯坦福大学的正教授。此时他并没有博士学位。

## 贡献
弗洛伊德的主要贡献包括弗洛伊德算法，能有效地发现图的所有最短路径；他的工作有词法解析；他在一篇独立发表的文章里引入了一个重要的概念——图像渲染的误差扩散法，也被称为弗洛伊德-斯坦伯格抖动（但他区分了抖动和扩散）。
他一个显著的成就是开创性地在程序验证中使用了逻辑断言。在他1967年的论文《如何确定程序的意义》中首先提出，之后演化为霍尔逻辑。
弗洛伊德与高德纳工作很密切，他是高德纳的著作《计算机程序设计艺术》的主要评审，并且在书中被多次提及。他与理查德·贝尔格（Richard Beigel）合著有《机器的语言：可计算和形式语言的介绍》。  
弗洛伊德于1978年获得图灵奖，并做“程序设计的风范”（The Paradigms of Programming）的演讲，图灵奖引文是：
在构造高效、可靠性软件方法学领域的显著影响；在下列计算机科学重要分支的奠基性的贡献：分析理论，编程语言语义，自动程序验证，自动程序综合生成和算法分析。